# Mike Pence
Michael Richard (Mike) Pence, född 7 juni 1959 i Columbus, Indiana, är en amerikansk jurist, republikansk politiker och var USA:s vicepresident under Donald Trump från den 20 januari 2017 till den 20 januari 2021. Han var Indianas guvernör mellan åren 2013 och 2017. Pence och Trump förlorade presidentvalet 2020 till Joe Biden och Kamala Harris. I presidentvalet därefter, 2024, ställde han upp som presidentkandidat för egen del men fick inte något stort stöd. Istället blev det som inför presidentvalet 2016 Donald Trump som dominerade på den republikanska sidan. Inför valet 2024 har Pence dock, till skillnad från tidigare, inte ställt sig bakom Trump. Tvärtom har han upprepade gånger kritiserat honom. Pence har beskrivits som starkt konservativ. Han är också troende kristen och har betonat att det är viktigt för honom. 

## Biografi
Mike Pence föddes 1959 i Columbus i Indiana. Han växte upp tillsammans med sina fem syskon och föräldrar Edward J. Pence, Jr. (1929–1988) och Nancy Jane Pence, född Cawley. Hans far var krigsveteran från Koreakriget och drev en bensinstation i Columbus. Hans morfar Richard Michael Cawley emigrerade från County Sligo i Irland till USA och arbetade som busschaufför i Chicago i Illinois. Hans morföräldrar kom från Doonbeg i County Clare i Irland.
Pence avlade kandidatexamen i historia vid Hanover College 1981. Därefter studerade han vid Indiana University, där han avlade  juristexamen 1986. Efter studierna arbetade Pence som jurist vid en juridisk byrå. Pence har även arbetat som värd för en radio-talkshow.

## Politisk karriär
I sin ungdom sympatiserade Pence med demokraterna och hade John F. Kennedy och Martin Luther King Jr. som sina främsta politiska förebilder. Under collegetiden började Pence istället sympatisera med det republikanska partiet, enligt Pence själv mycket tack vare den konservatism som Ronald Reagan representerade.
Pence kandiderade till att bli republikansk kongressledamot i USA:s representanthus 1988, men förlorade mot demokraten Philip R. Sharp. Även 1990 kandiderade han, men förlorade återigen mot Sharp. Vid representanthusvalet 2000 valde Pence att kandidera för tredje gången till att bli republikansk ledamot, detta efter att republikanen David M. McIntosh valt att inte ställa upp för omval. Pence vann valet. Den 3 januari 2001 efterträdde han därmed McIntosh som ledamot av representanthuset. Under sin första tid i representanthuset motsatte han sig bland annat George W. Bushs No Child Left Behind Act. Pence omvaldes i sex raka representanthusval (2002, 2004, 2006, 2008 och 2010) och satt som ledamot i representanthuset i tolv år (till och med den 3 januari 2013). Mellan åren 2009 och 2011 var han även Republican Conference Chairman för republikanerna i representanthuset, vilket är den tredje högsta ledarskapspositionen inom partiet.
Inför presidentvalet 2012 diskuterades det huruvida Pence skulle kandidera till att bli republikanernas presidentkandidat. I maj 2011 meddelade dock Pence att han istället ställer upp i guvernörsvalet 2012 för att bli guvernör i Indiana. Pence vann guvernörsvalet och den 14 januari 2013 svors han in som Indianas 50:e guvernör.

### USA:s vicepresident (2017–2021)
Under det republikanska partiets primärval inför presidentvalet 2016 gav Pence sitt stöd till kandidaten Ted Cruz. Efter att kandidaten Donald Trump senare vann primärvalen, utsågs Pence den 15 juli 2016 till hans vicepresidentkandidat i presidentvalet. Den 8 november vann Trump och Pence presidentvalet. Trumps kabinett tillträdde den 20 januari 2017.
Den 27 januari 2017 blev Pence den första vicepresidenten någonsin att hålla tal vid den årliga pro-life demonstrationen March for Life i Washington D.C. Tidigare har presidenterna Ronald Reagan (1987) och George W. Bush (2003) talat vid demonstrationerna.
När Betsy DeVos, nominerad till utbildningsminister i Trumps kabinett, skulle godkännas i USA:s senat den 7 februari 2017 slutade omröstningen 50 mot 50. Pence fick då lägga utslagsrösten som godkände nomineringen. Detta var första gången någonsin som en vicepresident behövt lägga en utslagsröst vid godkännandet av en kabinettsmedlem.

### Efter vicepresidentskapet
Efter att ha lämnat ämbetet återvände Pence till sitt hem i Indiana.
I april 2021 rapporterades att Pence tecknade ett avtal med förlaget Simon & Schuster för två böcker, inklusive en självbiografi som kommer att publiceras år 2023.
I januari 2023 hittade Pences advokater ett dussintal dokument som var hemligstämplade i hans hem i Indiana. De har överlämnats till FBI. Upptäckten kom efter att han hade sagt att han inte hade hemligstämplade dokument.

## Politiska positioner
Pence beskrivs som starkt konservativ i skatte- och sociala frågor, med sin politiska åsikt starkt formad av sin kristna tro och av den konservativa politiska teoretikern Russell Kirk. Under sitt tacktal för nomineringen vid Republikanska nationella konventet år 2016, uppgav Pence att "jag är kristen, konservativ och republikan, i den ordningen." En kommentator uttryckte att "Pence bär inte bara sin tro på sin ärm – han bär hela Jesus-tröjan."
I juni 2023 meddelade Mike Pence att han kandiderar till president 2024. Den 28 oktober 2023 meddelade Pence att han drar sig ur presidentkampanjen.

## Privatliv
Mike Pence och hustrun Karen gifte sig den 8 juni 1985. Tillsammans har de tre barn (Michael, Charlotte och Audrey).
Pence följer Billy Graham-regeln, vilket betyder att män undviker att tillbringa tid ensam med kvinnor som de inte är gifta med.
Pence uppfostrades inom den katolska tron, men konverterade till Evangelikalism år 1985.